# مايكل فان دير ويرف
مايكل فان دير ويرف (بالهولندية: Maikel van der Werff)‏ (22 أبريل 1989 بهورن في هولندا - ) هو لاعب كرة قدم هولندي في مركز قلب الدفاع. لعب مع بي إي سي زفوله وفيتيسه آرنهم ونادي فولندام.

## روابط خارجية
- مايكل فان دير ويرف على موقع الدوري الأمريكي (الإنجليزية)
- مايكل فان دير ويرف على موقع قاعدة بيانات كرة القدم.إي يو (الإنجليزية)
- مايكل فان دير ويرف على موقع ليكيب (الفرنسية)
- مايكل فان دير ويرف على موقع Soccerway.com (الإنجليزية)
- مايكل فان دير ويرف على موقع عالم كرة القدم.نت (الإنجليزية)